# Lena Gieseke
Lena Gieseke (* 1965) ist eine deutsche Informatikerin mit Schwerpunkt Computergrafik. Sie hat die Professur für Bildorientierte Medientechnologien / Technical Direction an der Filmuniversität Babelsberg Konrad Wolf inne und leitet als Studiendekanin den Studiengang Creative Technologies Master. Sie war auch als Softwareentwicklerin, 3D-Künstlerin, Filmemacherin und Computeranimatorin tätig.

## Biografie
Gieseke stammt aus Bremen. Sie studierte am Goldsmith College of Art in London, wo sie Tim Burton bei einer Party kennenlernte und am 24. Februar 1989 heiratete. Im Dezember 1991 ließen sie sich scheiden. Später erlangte Gieseke den Bachelor of Fine Arts am California Institute of the Arts, heiratete erneut und wirkte zeitweilig unter dem Namen Lena Guimont. Von 2000 bis 2004 absolvierte sie ein Computervisualistik-Studium an der Universität Koblenz. Danach setzte sie ihre Studien an der University of Georgia fort, wo sie 2007 mit dem Master of Fine Arts in „Dramatic Media“ abschloss.
Lena Gieseke arbeitete vor ihrer wissenschaftlichen Karriere mehrere Jahre lang als Softwareentwicklerin und 3D-Artist in der VFX- und 3D-Computeranimations-Branche. Sie war an zahlreichen Filmen beteiligt, unter anderem an Wickie und die starken Männer und Wickie auf großer Fahrt sowie Krieg der Götter. Ihre Animation A 3D Exploration of Picasso’s Guernica wurde international auf Festivals gezeigt.
Von 2012 bis 2015 war Gieseke Stipendiatin des Promotionskollegs Digital Media. Gieseke schloss ihre Promotion 2018 an der Universität Stuttgart am Fachbereich Informatik ab. Der Titel ihrer Promotion war Control mechanisms for the procedural generation of visual pattern designs. 2017 wurde sie auf die Professur „Visual Media Technologies“ an der Filmuniversität Babelsberg Konrad Wolf berufen.

## Forschungsschwerpunkte
Lena Gieseke forscht zu einem breiten Themenfeld, dazu gehören Computergrafik, Materialien und Schattierungen, Nachhaltige Filmproduktion, Softwareentwicklung und GPU-Programmierung sowie Machine Learning und künstlerisch-kreative Kontrollmechanismen.